# NGC 7253A
NGC 7253A est une galaxie spirale barrée (intermédiaire ?) située dans la constellation de Pégase. NGC 7253A a été découverte par l'astronome allemand Albert Marth en 1863.

## Description
La vitesse de NGC 7253A par rapport au fond diffus cosmologique est de 4 235 ± 24 km/s, ce qui correspond à une distance de Hubble de 62,5 ± 4,4 Mpc (∼204 millions d'al).
NGC 7253A présente une large raie HI et forme une paire de galaxies en interaction gravitationnelle avec sa voisine NGC 7253B (PGC 68573).
La paire figure dans l'atlas des galaxies particulières d'Halton Arp sous la cote Arp 278.
Selon la base de données Simbad, NGC 7253A est une galaxie candidate au titre de galaxie active.
À ce jour, cinq mesures non basées sur le décalage vers le rouge (redshift) donnent une distance de 63,720 ± 6,987 Mpc (∼208 millions d'al), ce qui est à l'intérieur des valeurs de la distance de Hubble.